# Al-Mamun
Abu Džafar al Mamun ibn Harun (المأمون), abasidski kalif, * 14. september 786, Bagdad, † 9. avgust 833, Tarz, današnja Turčija. 
Vladal je od leta 813 do svoje smrti leta 833. Znan je bil kot pokrovitelj duhovnega vzpona v muslimanskem svetu. 
Oče Al Mamuna, Harun al-Rašid, je obsežno cesarstvo, ki se je razprostiralo od Pirenejev pa do Inda, in kalifski naslov zapustil sinu al-Aminu, Al Mamunu, ki je bil starejši, toda sin Perzijske matere, pa je prepustil v upravljanje provinco Horasan (danes SV Irana). Kmalu po očetovi smrti sta se sinova spopadla za nasledstvo (t. i. Četrta državljanska vojna), iz katere pa je kot zmagovalec izšel Al Mamun, a legitimiranje njegove oblasti širom imperija je bilo vse prej kot enostavno in ves čas se je boril proti zarotam in uporom.

## Vladanje inHiša modrosti
Obdobje vladanja Al Mamuna je v kulturnem smislu zaznamovano z njegovimi prizadevanji po dostopnih originalnih besedilih grških filozofov in znanstvenikov. Al Mamun je z ustanovitvijo vseučilišča »Hiše modrosti« (Bait al-Hikma) v Bagdadu, povzdignil mesto v eno od središč arabske učenosti. V mesto je povabil številne učenjake različnih ver, ki so se ukvarjali s prevodi, komentarji antičnih besedil, medicino, matematiko, astronomijo, alkimijo in s semantiko verskih besedil. Al Mamun je bil poučen v znanostih, se vneto zanimal za znanstvene raziskave in resno spodbujal to dejavnost. 
Vseeno je s podporo racionalistični verski stranki Mutazili, katere teologija in interpretiranje Korana sta bila neločljivo povezana z grško mislijo, predvsem Aristotelovim organonom, ustvaril nepopravljiv razkol med sunitsko teologijo in šiitsko preroštveno filozofijo na eni strani, ter helenistično filozofijo (arb. »falsifa«) na drugi strani. Stališče Mutazilov, da je Koran ustvarjen, ne pa večen, je bil en od razlogov za odpor do proučevanja teoloških vprašanj s pomočjo razuma (npr. ali je svet večen, ali Bog zaznava posameznosti, ali je vstajenje lahko telesno, ipd.).

## Prispevek astronomiji
Med ostalimi deli, ki jih je iz Bizanca kot plen s številnih pohodov ali kot kupnino miru, prenesel Al Mamun, je tudi kopija Ptolemajevega Almagesta, čeprav je bil poprej že znan iz nekega sirskega prevoda. »Hiša modrosti« je imela tudi astronomski observatorij, v katerem je delal v prvi polovici devetega stoletja Ahmad Nahavandi, prvi arabsko govoreči astronom. V tem observatoriju so izmerili tudi naklon ekliptike ter pri tem dobili 23°33'. V priznanje kalifovega prispevka k astronomiji je po njem imenovan krater na Mesecu Almanon.

## Vir
- Wiet, Gaston, et al.,Velike civilizacije srednjega veka, Zgodovina človeštva, razvoj kulture in znanosti, tretja knjiga, drugi zvezek, DZS, Ljubljana 1976 (COBISS)